# خوان اجناثيو شيلا
خوان إجناسيو شيلا (من مواليد 30 أغسطس 1979)، لاعب تنس محترف سابق من الأرجنتين. مُنع من القيام بالجولة الاحترافية لمدة ثلاثة أشهر في عام 2001 بسبب إخفاقه في اختبار المخدرات. بعد انتهاء المنع وصل شيلا إلى الدور ربع النهائي في بطولة فرنسا المفتوحة عامي 2004 و2011، وبطولة الولايات المتحدة المفتوحة عام 2007، وحصل على أعلى تصنيف فردي في التصنيف العالمي رقم 15 في أغسطس 2004.

## روابط إضافية
- Juan Ignacio Chela
- خوان اجناثيو شيلا على موقع رابطة محترفي التنس (الإنجليزية)
- خوان اجناثيو شيلا على موقع الاتحاد الدولي لكرة المضرب (الإنجليزية)
- خوان اجناثيو شيلا على موقع كأس ديفيز (الإنجليزية)
- خوان اجناثيو شيلا على موقع خلاصة التنس.كوم (الإنجليزية)
- خوان اجناثيو شيلا على موقع أوليمبيديا (الإنجليزية)
- Chela Recent Match Results
- Chela World Ranking History